# Ана Ри
Ана Ри (Грајфсвалд, 17. јун 1993) је немачка атлетска репрезентативка у бацању диска, а повремено и бацању кугле. Чланица је АК Нојбранденбург из Нојбранденбурга. Тренер јој је Дитер Коларк. 

## Спортска биографија
Прво велико такмичење на којем је учествовала Ана Ри било је Европско јуниорско првенство 2011. у Талину, а такмичила се у бацању диска и бацању кугле. У бацању диска завршила је на другом месту, иза земљакиње Шанис Крафт, а у бацању кугле поставила је лични рекорд од 16,01 м и освојила бронзу иза земљакиње Лене Урбанек и Пољакиње Ане Влока.
Крајем маја 2012. оборила је лични рекорд и постигла олимпијску норму 63,04 у бацању диска, да би на немачком првенству рекорд поправила на 63,14, освојивши треће место иза Надин Милер и Јулије Фишер. На Летњим олимпијским играма 2012. била је 10. у бацању диска.

## Значајнији резултати
| Год.    | Такмичење                     | Место                        | Плас.   | Дисциплина   | Резултат  | Бел.                                       |
| Немачка | Немачка                       | Немачка                      | Немачка | Немачка      | Немачка   |                                            |
| ------- | ----------------------------- | ---------------------------- | ------- | ------------ | --------- | ------------------------------------------ |
| 2011    | Европско првенство за јуниоре | Талин, Естонија              |         | Бацање диска | 58,10     |                                            |
| 2011    | Европско првенство за јуниоре | Талин, Естонија              |         | Бацање кугле | 16,01, ЛР |                                            |
| 2012    | Првенство Немачке             | Бохум, Немачка               | 3.      | Бацање диска | 63,14, ЛР |                                            |
| 2012    | Европско првенство            | Хелсинки, Финска             | 4       | Бацање диска | 62,65     | Архивирано на веб-сајту (14. октобар 2014) |
| 2012    | Светско јуниорско првенство   | Барселона, Шпанија           |         | Бацање диска | 62,38     |                                            |
| 2012    | Олимпијске игре               | Лондон, Уједињено Краљевство | 10.     | Бацање диска | 61,36     |                                            |
| 2013    | Европско првенство У-23       | Тампере, Финска              |         | Бацање диска | 61,45     |                                            |
| 2014    | Европско првенство            | Цирих, Швајцарска            | 4       | Бацање диска | 62,46     |                                            |

## Лични рекорди
| Дисциплина   | Резултат | Место    | Датум         |
| ------------ | -------- | -------- | ------------- |
| Бацање кугле | 16,01 м  | Талин    | 23. јул 2011. |
| Бацање диска | 64,33 м  | Висбаден | 19. мај 2013. |